# Sainte-Colome
Sainte-Colome è un comune francese di 360 abitanti situato nella valle d'Ossau, dipartimento dei Pirenei Atlantici, regione Aquitania.

## Origini del nome
Secondo una leggenda il toponimo deriva da santa Colomba (Sainte Colombe in francese, Senta Coloma nel dialetto del Béarn), martire spagnola decapitata a Sens nel 273.

## Società

### Evoluzione demografica
Abitanti censiti